# Quercus vaccinifolia
Quercus vacciniifolia es una especie del género Quercus dentro de la familia de las Fagaceae. Está clasificada en la Sección Protobalanus, roble americano y sus parientes, que se encuentran en el suroeste de Estados Unidos y el noroeste de México. Tienen los estilos cortos, las bellotas maduran en 18 meses y tienen un sabor muy amargo. Las hojas suelen tener lóbulos con puntas afiladas, con las cerdas en la punta del lóbulo.

## Descripción
Tiene follaje perennifolio, cortos estilos, muy amargas bellotas que maduran en 18 meses, y un interior de la cáscara de la bellota lanosa.

## Distribución
Quercus vacciniifolia es nativo del oeste de los Estados Unidos, donde se puede encontrar en la Sierra Nevada de California, donde su distribución se extiende sólo en Nevada y las montañas Klamath y el sur de la Cordillera de las Cascadas y tan al norte como el sur de Oregón. Crece en bosques de alta montaña. También domina las secciones de chaparral de montaña.

## Usos
Muchas especies de animales usan este arbusto para la alimentación, incluyendo el venado bura, que comen las hojas, y muchas aves y mamíferos, incluyendo el oso negro americano, que comen las bellotas.
El Quercus vacciniifolia se utiliza en la restauración, revegetación y jardines paisajísticos. Es bueno para la prevención de la erosión, como en las laderas por encima de Lake Tahoe para frenar la erosión que contamina el lago.

## Taxonomía
Quercus vaccinifolia fue descrita por Albert Kellogg y publicado en Proceedings of the California Academy of Sciences 2(1): 106. 1873.
Etimología
Quercus: nombre genérico del latín que designaba igualmente al roble y a la encina.
vaccinifolia: epíteto latíno compuesto que significa "con las hojas de Vaccinium.
Sinonimia
- Quercus chrysolepis var. vacciniifolia (Kellogg) Engelm.
- Quercus chrysolepis subsp. vacciniifolia (Kellogg) A.E.Murray	[3][4]